# Пьер де Корнейан
Пьер де Корнейан (фр. Pierre de Cornillan лат.  Petrus Cornilianus, Petrus de Corvile; год рождения неизвестен — 24 августа 1355, Палестина) — 28-й Магистр Мальтийского ордена (1353—1355), военачальник.

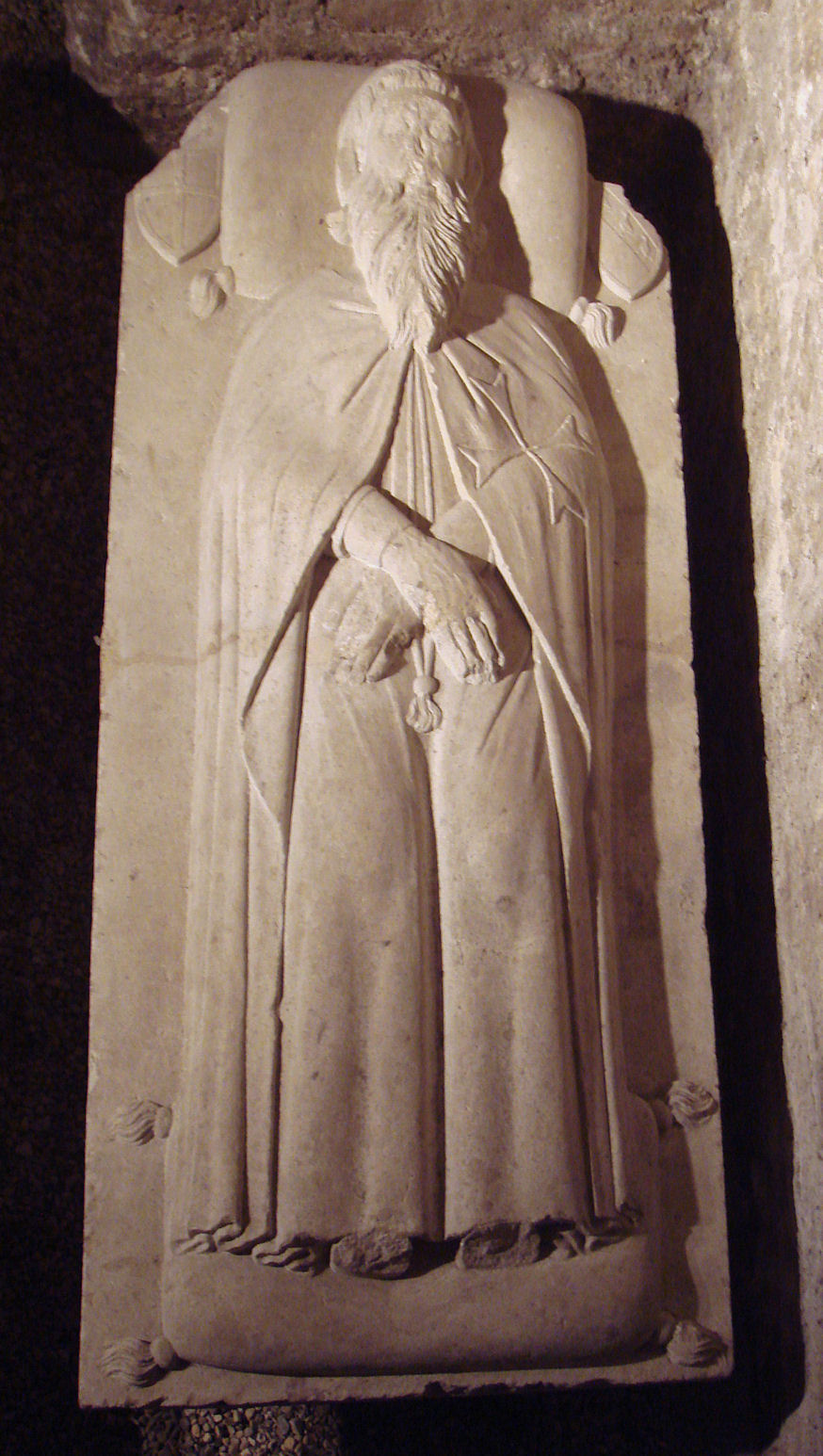
Надгробие Пьера де Корнейана — Музей Средневековья (Париж)

## Биография
Родился в Провансе во Франции. Известно, что он был приором Сен-Жиля (Гар), пока в декабре 1353 года не был избран Великим магистром ордена госпитальеров после смерти Дьёдонне де Гозона.
Во время его нахождения на посту магистра, город Смирна, который принадлежал иоаннитам, находился под угрозой захвата Османскими турками, поэтому Корнейан получал значительные суммы от Святого Престола для борьбы с мамлюками.
В 1354 году в то время как орден сосредоточился на защите Смирны, турки захватили византийский город Галлиполи, первую базу на европейской земле, крестоносцы не предприняли никаких заметных действий против мамлюков. Папа Иннокентий VI в октябре 1355 года отправил Хуана Фернандеса де Эредиа с письмом Корнейану, в котором обвиняет магистра в бездействии. Вместо того, чтобы следить и реагировать на расширение захваченных турками территорий с безопасного Родоса, используя ресурсы, постоянно присылаемые ему из Европы, предлагал переместить штаб-квартиру Ордена с Родоса поближе в туркам и изгнать их из Малой Азии.
Корнейан отреагировал уклончиво, провёл бо́льшую часть своего короткого правления (18 месяцев), успешно сопротивляясь намерениям Папы Иннокентия VI, предлагая вынести это предложение для обсуждения и принятия решения Генеральной конвенцией, но его смерть помешала этому. Его преемник Роже де Пен не стал заниматься вопросом перемещения штаб-квартиры Ордена.